# Motd (Unix)

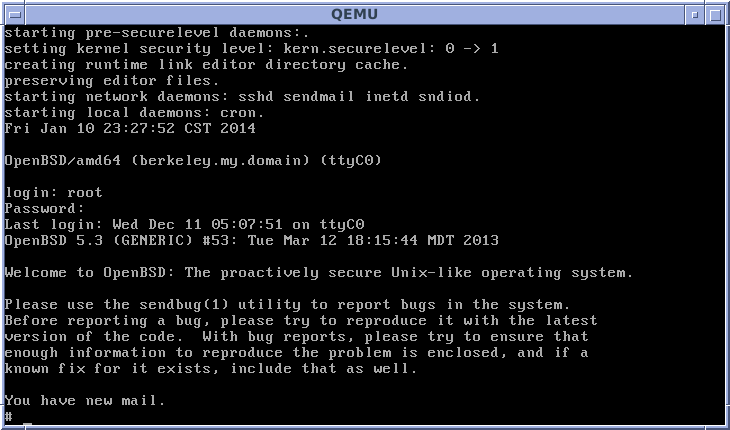
Login do console do OpenBSD 5.3 e mensagem de boas-vindas. Executando em uma VM QEMU.

/etc/motd é um arquivo em sistemas do tipo Unix que contem uma "mensagem do dia" (message of the day), usada para enviar uma mensagem comum para todos os usuários de uma maneira mais eficiente que enviá-la para todos eles como uma mensagem por e-mail. Outros sistemas também podem ter um recurso de motd como o segmento de informação motd no MULTICS.

## Uso
O conteúdo do arquivo /etc/motd é exibido pelo comando de login do Unix após um login ser realizado com sucesso, e logo antes de executar o shell do login.
Sistemas do tipo Unix mais recentes podem gerar a mensagem dinamicamente quando o hospedeiro inicializa ou quando um usuário loga.
O MOTD também tem se tornado um recurso comum do componente online de jogos para Windows PC, como Half-Life, Call of Duty e Battlefield. Um recurso similar chamado MOTD é exibido quando loga-se em alguns servidores de IRC.